# إدوارد ووكر
إدوارد ووكر (بالإنجليزية: Edward Walker)‏ (21 فبراير 1816 - 8 يونيو 1857) هو أكاديمي ولاعب كريكت بريطاني (وحمل سابقاً جنسية المملكة المتحدة لبريطانيا العظمى وأيرلندا).